# Farní sbor Českobratrské církve evangelické v Heršpicích
Farní sbor Českobratrské církve evangelické v Heršpicích je sborem Českobratrské církve evangelické v Heršpicích. Sbor spadá pod brněnský seniorát.
Farářem sboru je Vladimír Pír, kurátorem sboru Daniel Maláč.

## Faráři sboru
- Josef Průša (1960–1986)
- Tomáš Trusina (1987–1998)
- Jarmila Řezníčková (2001–2021)
- Vladimír Pír (2021–)